# Gilsártindur
Gilsártindur är en bergstopp i republiken Island. Den ligger i regionen Austurland, 400 km öster om huvudstaden Reykjavík. Toppen på Gilsártindur är 722 meter över havet.
Runt Gilsártindur är det mycket glesbefolkat, med 3 invånare per kvadratkilometer. Närmaste större samhälle är Neskaupstaður, nära Gilsártindur. Trakten runt Gilsártindur består i huvudsak av gräsmarker.